# Labor de Armenta
Labor de Armenta är en ort i Mexiko.   Den ligger i kommunen Pénjamo och delstaten Guanajuato, i den centrala delen av landet, 290 km väster om huvudstaden Mexico City. Labor de Armenta ligger 1 699 meter över havet och antalet invånare är 496.
Terrängen runt Labor de Armenta är platt åt sydost, men åt nordväst är den kuperad. Runt Labor de Armenta är det ganska tätbefolkat, med 111 invånare per kvadratkilometer. Närmaste större samhälle är Pénjamo, 6,7 km väster om Labor de Armenta. Trakten runt Labor de Armenta består till största delen av jordbruksmark.